# 小比利納
49°31′59″N 23°25′13″E / 49.53306°N 23.42028°E
小比利納（烏克蘭語：Мала Білина），是烏克蘭西部的村莊，隸屬利維夫州的桑比爾區。該村始建於1442年，面積16.13平方公里，海拔高度273米，2020年人口424，人口密度每平方公里30.01人。